# Mühlberg (Brandebourg)
Pour les articles homonymes, voir Mühlberg.
Mühlberg est une ville allemande, située dans l'arrondissement d'Elbe-Elster, au sud-ouest du Land de Brandebourg. Elle se trouve à mi-distance de Riesa au Sud et de Torgau au Nord, au bord de l’Elbe à environ 80 kilomètres de Leipzig.

## Districts
La ville est divisée en 5 districts :
- Altenau
- Brottewitz
- Fichtenberg
- Koßdorf
- Martinskirchen

## Histoire
La première mention de la ville remonte à 1230 lorsqu’elle est fondée dans une vallée avec son château qui se dresse sur une île de l’Elbe.
Pendant la bataille de Muehlberg qui se déroula le 24 avril 1547 près du château, l'empereur du Saint-Empire romain germanique Charles Quint a battu les troupes de la ligue de Smalkalde.
Lors des guerres napoléoniennes et plus précisément lors de la sixieme Coalition, la ville est le théatre le 19 septembre 1813, d'affrontement entre français et prussien. Le général Leopold Wilhelm von Dobschütz bat les français et capture leur commandant, Edmond de Talleyrand-Périgord.
Lors de la Seconde Guerre mondiale, un stalag est ouvert près de la ville en septembre 1939. Libéré le 1er janvier 1945, il contient alors 25 052 prisonniers, principalement des Russes et des Polonais.

## Démographie
- Évolution de la population dans les limites actuelles. -- Ligne bleue: Population; Ligne pointillé: Comparaison avec le développement de Brandebourg -- Fond gris: Période du régime nazie; Fond rouge: Période du régime communiste
- Évolution recente (ligne bleue) et prévisions sur l'effectif de résidents

| Année | Population |
| ----- | ---------- |
| 1875  | 5 468      |
| 1890  | 5 854      |
| 1910  | 5 895      |
| 1925  | 6 244      |
| 1933  | 6 288      |
| 1939  | 6 700      |
| 1946  | 8 862      |
| 1950  | 8 660      |
| 1964  | 6 836      |
| 1971  | 6 973      |

| Année | Population |
| ----- | ---------- |
| 1981  | 6 433      |
| 1985  | 6 349      |
| 1989  | 6 193      |
| 1990  | 6 076      |
| 1991  | 5 956      |
| 1992  | 5 916      |
| 1993  | 5 838      |
| 1994  | 5 736      |
| 1995  | 5 662      |
| 1996  | 5 586      |

| Année | Population |
| ----- | ---------- |
| 1997  | 5 499      |
| 1998  | 5 435      |
| 1999  | 5 307      |
| 2000  | 5 185      |
| 2001  | 5 067      |
| 2002  | 4 957      |
| 2003  | 4 857      |
| 2004  | 4 768      |
| 2005  | 4 698      |
| 2006  | 4 581      |

| Année | Population |
| ----- | ---------- |
| 2007  | 4 485      |
| 2008  | 4 437      |
| 2009  | 4 334      |
| 2010  | 4 244      |
| 2011  | 4 128      |
| 2012  | 4 051      |
| 2013  | 3 969      |
| 2014  | 3 892      |
| 2015  | 3 856      |
| 2016  | 3 813      |

| Année | Population |
| ----- | ---------- |
| 2017  | 3 745      |
| 2018  | 3 734      |
| 2019  | 3 671      |
| 2020  | 3 630      |

Les sources de données se trouvent en détail dans les Wikimedia Commons.

## Personnalités liées à la ville
- Wilhelm Hasemann (1850-1913), peintre né à Mühlberg.
- Margarete Behm (1860-1929), femme politique né à Lehndorf.